# Baldassarre Maria Remondini
Baldassarre Maria Remondini (Bassano del Grappa, 14 agosto 1698 – Zante, 5 ottobre 1777) è stato un vescovo cattolico e scrittore italiano.

## Biografia
Baldassarre Maria Remondini nacque a Bassano del Grappa, nella Repubblica di Venezia, il 14 agosto 1698 nella rinomata famiglia di stampatori dei Remondini.
Avviato sin da giovane alla carriera ecclesiastica, studiò presso il seminario maggiore di Padova. Terminati gli studi e ricevuta l'ordinazione sacerdotale nel 1721, divenne professore di grammatica ed eloquenza presso il seminario vescovile di Vicenza.
Si trasferì in seguito a Roma, dove entrò nelle grazie di papa Clemente XII, che il 27 febbraio 1736 lo scelse come nuovo vescovo della diocesi di Zante e Cefalonia, allora sotto il dominio veneziano. Ricevette la consacrazione episcopale dalle mani del cardinale Giovanni Antonio Guadagni il successivo 19 marzo.
Come vescovo zacintio fece restaurare la cattedrale di San Marco, rinnovò i canonici del capitolo, fece costruire un seminario per l'educazione del clero locale.
Uomo rinomato per la sua profonda dedizione agli studi, fu più volte interpellato come consigliere da papa Benedetto XIV, il quale gli offrì come ricompensa il trasferimento a una sede vescovile più prestigiosa; il Remondini tuttavia declinò l'offerta, preferendo restare nelle isole ionie.
Morì il 5 ottobre 1777, all'età di 79 anni.

## Opere

### Traduzioni

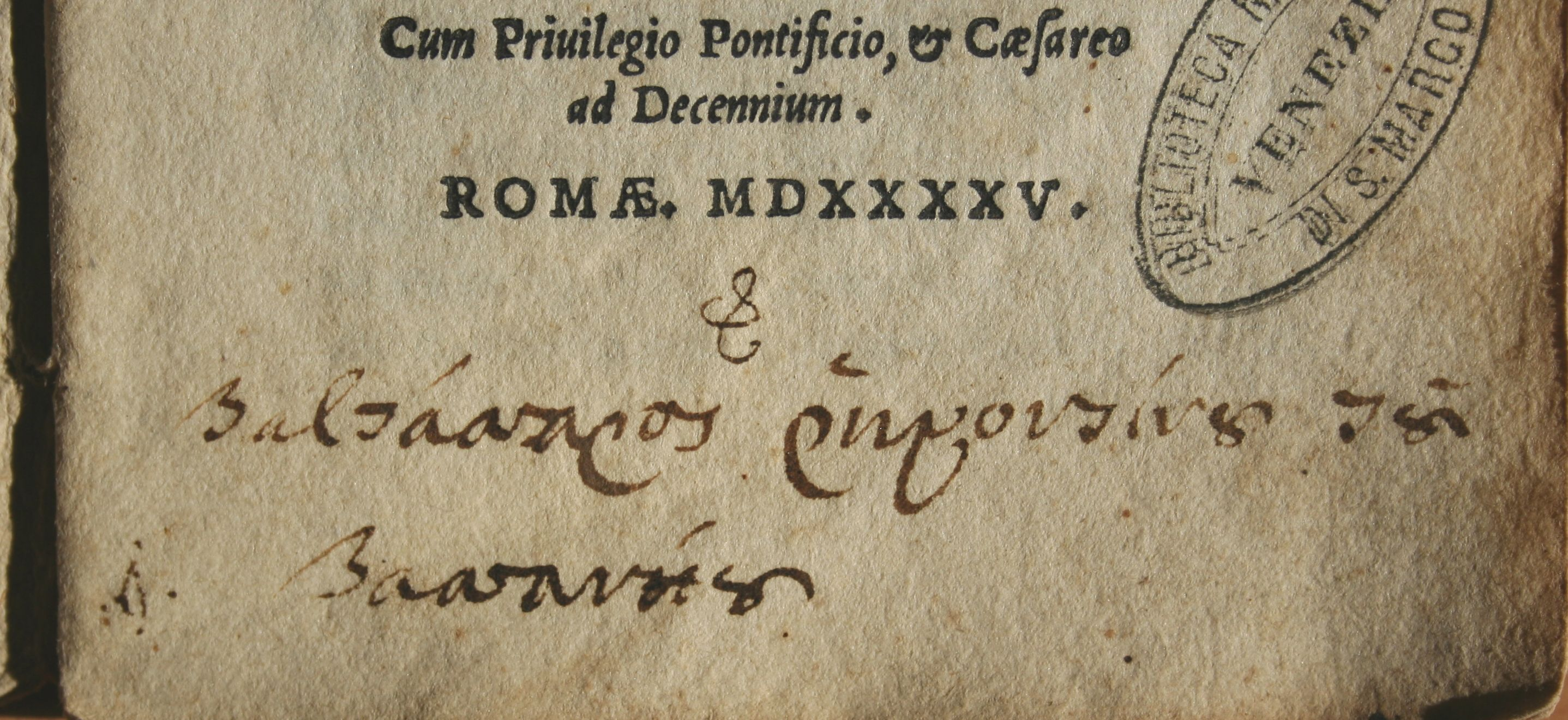
Firma in lingua greca di Baldassarre Remondini su di un libro di sua proprietà: il testo riporta "", ossia Baldassarre Remondini di Bassano

Baldassarre Remondini era un grande appassionato di storia e lingue antiche e nel corso dei suoi studi acquisì la conoscenza, oltre che del latino, anche di diverse lingue dell'Oriente, tra cui il greco (sia antico che moderno) e il siriaco. Tradusse da queste lingue in latino varie opere antiche, tra cui:
- i Discorsi di sant'Isacco di Ninive (dal siriaco)
- i Sermoni di san Marco Monaco (dal greco)

### Trattati
Oltre alle traduzioni, scrisse diversi trattati in latino su argomenti principalmente di natura ecclesiastica, come i sacramenti o i riti liturgici. Tuttavia la sua opera più famosa è il De Zacynthi antiquitatibus, et fortuna commentarius (commentario sulle antichità e sulle vicende di Zacinto), un trattato sulla storia dell'isola greca dall'antichità all'epoca corrente, pubblicato a Venezia nel 1756.

## Genealogia apostolica
La genealogia episcopale è:
- Cardinale Scipione Rebiba
- Cardinale Giulio Antonio Santori
- Cardinale Girolamo Bernerio, O.P.
- Arcivescovo Galeazzo Sanvitale
- Cardinale Ludovico Ludovisi
- Cardinale Luigi Caetani
- Cardinale Ulderico Carpegna
- Cardinale Paluzzo Paluzzi Altieri degli Albertoni
- Cardinale Flavio Chigi
- Papa Clemente XII
- Cardinale Giovanni Antonio Guadagni, O.C.D.
- Vescovo Baldassarre Maria Remondini